# 潘日源
潘日源（1933年—），山东莱阳人，中国人民解放军将领、中国人民解放军中将。
1991年，授予中国人民解放军中将，曾任第二炮兵副司令员。